# Талеш, Георгий Карлович
Георгий Карлович Та́леш (эст. Georg Taleš; 30 мая 1912, Санкт-Петербург — 30 октября 1997) — советский эстонский оперный певец (баритон).

## Биография
Родился 17 (30 марта) 1912 года в Санкт-Петербурге. В 1936 году окончил Таллиннскую учительскую семинарию и одновременно в 1934—1937 годах занимался с частным педагогом вокала В. А. Маламе. В 1937 года стал лауреатом (3-я премия) Международного конкурса вокалистов в Вене, совершенствовал свое мастерство в Таллиннской консерватории по классу Людмилы Хеллат-Лемба (сестра композитора А. Г. Лемба), а затем в 1938—1939 годах был стипендиатом у знаменитого педагога Э. Пикколи в Италии. Во время пребывания в Италии исполнил партии Эскамильо в опере Ж. Бизе «Кармен», Жермона в Травиате Дж. Верди, Тонио в «Паяцах» Р. Леонкавалло в театре «Ла Скала» (Милан). По возвращении в Таллинн до 1940 года продолжал заниматься в консерватории у Л. А. Хеллат-Лемба и Александра Адера. Но уже с 1939 года в течение 32 лет он был одним из ведущих солистов театра «Эстония», работу в котором совмещал с педагогической деятельностью. В 1934—1937 годах занимался в Таллинской консерватории у Л. А. Хеллат-Лембы, брал частные уроки у В. А. Маламе. В 1939—1971 солист ГАТОБ ЭССР. Гастролировал за рубежом. Умер 30 октября 1997 года. Похоронен в Таллинне на Лесном кладбище.

## Творчество
- «Царская невеста» Н. А. Римского-Корсакова — Грязной
- «Демон» А. Г. Рубинштейна — Демон
- «Князь Игорь» А. П. Бородина — кзять Игорь Святославич
- «Мазепа» П. И. Чайковского — Мазепа
- «Пиковая дама» П. И. Чайковского — Елецкий
- «Севильский цирюльник» Дж. Россини — Фигаро
- «Риголетто» Дж. Верди — Риголетто
- «Трубадур» Дж. Верди — Ди Луна
- «Тоска» Дж. Пуччини —Скарпиа
- «Свадьба Фигаро» В. А. Моцарта — Фигаро
- «Никита Вершинин» Д. Б. Кабалевского — Пеклеванов
- «Кола Брюньон» Д. Б. Кабалевского — Кола
- «Огни мщения» Э. А. Каппа — Вамбо
- «Берег бурь» Г. Г. Эрнесакса — Петров

## Признание
- Сталинская премия третьей степени (1951) — за исполнение партии Петрова в оперном спектакле «Берег бурь» Г. Г. Эрнесакса, поставленный на сцене ГАТОБ Эстонской ССР
- лауреат Международного конкурса вокалистов (Вена, 1937, 3-я пр.)
- Заслуженный артист Эстонской ССР (1950)